# Pablo Gerchunoff
Pablo León Gerchunoff (Buenos Aires, 2 de agosto de 1944) es un profesor, escritor e historiador económico argentino. Obtuvo el Premio Konex Platino Humanidades en 2016. Ideológicamente, se autodefine como liberal progresista y socialdemócrata.

## Biografía
Gerchunoff es investigador principal y profesor emérito de la Universidad Torcuato Di Tella; profesor Honorario de la Universidad de Buenos Aires; investigador Principal del Conicet; becario de la Fundación Guggenheim (2008/2009); docente invitado e investigador asociado del Instituto de Estudios Latinoamericanos de la Universidad de Alcalá de Henares; docente invitado de la Universidad de la República en Montevideo, Uruguay; y desde agosto de 2010 es miembro de número de la Academia Nacional de Ciencias Económicas.
Participó de los equipos económicos encabezados por Juan Vital Sourrouille y José Luis Machinea -durante las presidencias de Raúl Ricardo Alfonsín y Fernando de la Rúa respectivamente- como asesor y como jefe del gabinete de asesores del Ministro de Economía.  También fue funcionario de Carlos Menem en 1997.  
Gerchunoff ha sido también consultor del Banco Mundial y la CEPAL en temas de la reforma del sector público y en temas de historia económica.
Gracias a su larga trayectoria como profesor e investigador, a sus publicaciones y a su participación en diferentes organizaciones y entes gubernamentales, Gerchunoff se ha convertido en una figura muy reconocida en el ambiente académico.

## Publicaciones
- El eslabón perdido. La economía política de los gobiernos radicales 1916-1930 (2016)
- El ciclo de la ilusión y el desencanto. Un siglo de políticas económicas argentinas (varias ediciones)
- Desorden y Progreso. Historia de las crisis económicas argentinas 1875-1905 (2007)[9]
- ¿Por qué Argentina no fue Australia? Una hipótesis sobre un cambio de rumbo (2006)[10]
- Entre la equidad y el crecimiento. Ascenso y caída de la economía argentina 1880-2002 (2004).
- La caída, 1955 (2018)[11]
- La moneda en el aire (2021), junto a Roy Hora.[12]
- Raúl Alfonsín el planisferio invertido (2022).[13]

## Vida personal
Es descendiente colateral del escritor Alberto Gerchunoff, inmigrante ucraniano de origen judío. Está casado con la economista Beatriz Susana Lumi y tiene dos hijos (Santiago y Rafael).